# Padenga
Padenga (rusky Паденга) je řeka v Archangelské oblasti v Rusku. Je 169 km dlouhá. Povodí má rozlohu 1040 km².

## Průběh toku
Je to levý přítok řeky Vaga (povodí Severní Dviny).

## Vodní stav
Zdroj vody je smíšený s převahou sněhového. Zamrzá v listopadu a rozmrzá v dubnu.

## Využití
Řeka je splavná.